# Calpenzmoor
Das Calpenzmoor ist ein 134,25 ha großes Naturschutzgebiet im Landkreis Spree-Neiße in Brandenburg. Es liegt nördlich von Drewitz, einem Ortsteil der Gemeinde Jänschwalde, im Naturpark Schlaubetal.
Das Gebiet steht seit dem 25. Juni 2004 unter Naturschutz. 